# Yolande Plancke
Yolande Gabrielle Hermance Plancke, född 22 juli 1908 i Comines, Nord, död 3 maj 1991 i Montmorency, Val-d'Oise, var en fransk friidrottare med löpgrenar som huvudgren. Plancke blev silvermedaljör vid Damolympiaden 1926 i Göteborg och var en pionjär inom damidrott.

## Biografi
Yolande Plancke föddes i norra Frankrike, i ungdomstiden var hon aktiv friidrottare och gick senare med i idrottsföreningen "Cadettes de Gascogne" i Casteljaloux. Hon tävlade för klubben under hela sin aktiva idrottskarriär.
1925 deltog hon i sina första franska mästerskap (Championnats de France d'Athlétisme) då hon slutade på en 4.e plats i löpning 250 meter vid tävlingar 12 juli på Stade du Métropolitan i Colombes.
Plancke deltog i den andra Damolympiaden 27–29 augusti Göteborg. Under idrottsspelen vann hon silvermedalj i stafett 4x110 yards (med Louise Bellon, Geneviève Laloz, Yolande Plancke och Marguerite Radideau). Hon tävlade även i löpning 60 meter (4.e plats), 100 yards (6.e plats) och 250 meter (4.e plats).
1927 tog hon sin första medalj i de franska mästerskapen då hon vann brons i löpning 200 meter vid tävlingar 10 juli i Roubaix.
Plancke deltog vid Olympiska spelen 1928 i Amsterdam dock utan att ta medalj. Hon kom på 3:e plats i kvalifikationsloppen (heat 4) på löpning 100 meter samt på 4:e plats i stafetten 4 x 100 m (med Georgette Gagneux, Yolande Plancke, Marguerite Radideau och Lucienne Velu). Senare drog hon sig tillbaka från tävlingslivet.